# Les Guignols de l'info : Le Cauchemar de PPD
Les Guignols de l'info : Le Cauchemar de PPD est un jeu vidéo édité en 1996 par Canal + Multimedia. Le joueur incarne PPD, qui dans son cauchemar doit affronter trois concurrents, via la grille de programmes, pour réaliser les meilleurs parts de marché. La chaîne dont le joueur doit s'occuper s'appelle Pépère View (jeu de mots avec pay-per-view).

## Déroulement du jeu
Le joueur a le choix de ses concurrents - qui ont des stratégies de jeu différentes, ce qui permet de choisir le niveau de jeu. Par exemple, Alain de Greef cherchera à diffuser un maximum de films, Charles Pasqua ira chercher le plus de bombes possibles sur les animateurs, etc.
Pour réaliser de l'audience, le joueur a plusieurs leviers :
- employer des stars plutôt que des « brêles »  (dixit Sylvestre)
- inviter des... invités
- passer des films de qualité (qui coûtent des « patates ») plutôt que des « Deloneries »  (aussi désignés comme des « navets » )
- injecter des patates pour diffuser plus de « cul », etc.

Tous les mois, le « Loïloïloï loïloï » de l'extraterrestre de Roswell et Jacques Pradel donne la personnalité à inviter dans le mois. Il faut reconnaitre qui se cache derrière l'ombre, aidé par l'indice. Pour les chercher, il faut aller sur le World Company Wide Web.

### Lieux
Il y a plusieurs lieux remarquables dans ce jeu, où l'on se rend par un moyen hybride entre l'Internet et le métro :
- les productions d'Alain Delon, où on achète tous ses films
- Chez Chrissine (Christine Ockrent), où l'on peut soutirer quelques informations utiles à Cherge (Serge July) et Phiipe (Philippe Alexandre) sur les personnalités à inviter
- Dubonpognon : c'est l'endroit où se renégocient les contrats des animateurs
- Esprit simple : le monde du football
- Loute ouvrière : endroit où se cache Arlette Laguiller
- Sévèrement taulé : cellule de Bernard Tapie
- Ardi-famation : pour chercher des bombes
- Fête foraine : pour gagner des cadeaux (animateurs, bombes, film, etc.)
- Christ Company : où l'on peut entre autres acheter des préservatifs, selon l'usage : première communion, confirmation...

## Accueil
- PC Team : 90 %[1]